# Саманта Єо
Саманта Єо (24 січня 1997) — сінгапурська плавчиня.
Переможниця Ігор Південно-Східної Азії 2007, 2011, 2013 років, призерка 2017 року.
Призерка Азійських ігор 2018 року.